# Radek Kalod
Radek Kalod (ur. 8 sierpnia 1978 w Brnie) – czeski szachista, arcymistrz od 2004 roku.

## Kariera szachowa
W latach 1996 (w Uściu nad Łabą) i 1998 (w Lázně Bohdancu) dwukrotnie zwyciężył w mistrzostwach Czech juniorów do lat 20 oraz reprezentował swój kraj (odpowiednio w Medellín i Kalkucie) na mistrzostwach świata juniorów w tej samej kategorii wiekowej. W 2006 r. reprezentował narodowe barwy na szachowej olimpiadzie w Turynie.
Do największych sukcesów Radka Kaloda w turniejach międzynarodowych należą m.in.:
- II m. w Brnie (1995, za Siergiejem Berezjukiem),
- I m. w Aschach (1999),
- I m. w Pasawie (2000),
- dz. I m. w Böblingen (2000, wspólnie m.in. z Suatem Atalikiem i Thomasem Lutherem),
- dz. I m. w Madrycie (2001, wspólnie z Frankiem de la Pazem Perdomo i Irisberto Herrerą),
- dz. II m. w Tampere (2002, za Denisem Jewsiejewem, z Kalle Kiikem, Meelisem Kanepem i Aleksandrem Veingoldem),
- II m. w Pradze (2003, za Siergiejem Fiedorczukiem),
- I m. w Castellar del Vallés (2004),
- dz. I m. w Pradze (2004, memoriał Ludka Pachmana, z Martinem Kubalę),
- III m. w Brnie (2004, za Aleksandrem Miśtą i Aleksandrem Kowczanem),
- dz. II m. w Pardubicach (2004, za Siergiejem Grigoriancem, wspólnie m.in. z Bartoszem Soćko, Davidem Navarą, Dusko Pacasoviciem, Ernesto Inarkiewem, Jewgienijem Najerem i Zbynkiem Hrackiem),
- I m. w Barcelonie (2005),
- dz. I m. w Českiej Třebovej (2006, z Jirim Lechtynskim, Tomasem Likavskim, Petrem Habą i Mikulasem Manikiem).

Najwyższy ranking w dotychczasowej karierze osiągnął 1 lipca 2006 r., z wynikiem 2512 punktów zajmował wówczas 8. miejsce wśród czeskich szachistów.